# Peter Joseph

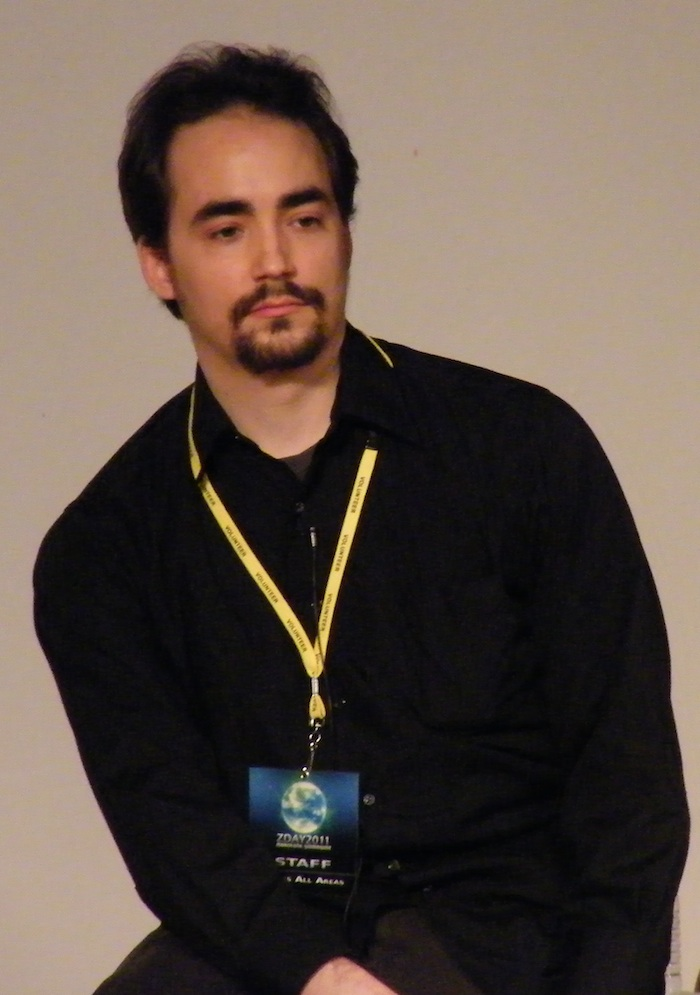
Peter Joseph (2011)

Peter Joseph (* 1979 in Winston-Salem, North Carolina) ist ein US-amerikanischer Regisseur gesellschaftskritischer und zum Teil verschwörungstheoretischer Filme. Seinen vollen bürgerlichen Namen hält er seit der Veröffentlichung des Films Zeitgeist geheim.

## Leben
Joseph studierte in North Carolina Musik und siedelte später nach New York City über, wo er zunächst in der Werbebranche und als Börsenhändler arbeitete. Sein Vater arbeitete bei der Post (USPS), seine Mutter als Sozialarbeiterin.
2007 schrieb und produzierte er seinen ersten Film Zeitgeist, bei dem er auch Regie führte. Den Film, der u. a. Zweifel an der historischen Existenz Jesu und Verschwörungstheorien zum 11. September 2001 zum Inhalt hat, stellte er im Internet kostenfrei zur Verfügung. Er soll bislang von über 100 Millionen Menschen gesehen worden sein.
In seinem zweiten Film Zeitgeist: Addendum, den er 2008 ebenfalls im Internet veröffentlichte, geht es um das globale Finanzsystem und die Abschaffung des Geldes als Weg zu einer besseren Welt. Dabei wirbt er für das Venus-Projekt des amerikanischen Industriedesigners und Erfinders Jacque Fresco. Um dieses Projekt Wirklichkeit werden zu lassen, gründete Peter Joseph 2009 die Zeitgeist-Bewegung. Diese Basisbewegung veranstaltet unter anderem Tagungen, bei denen Peter Joseph als Redner auftritt.
In seinem dritten Film Zeitgeist: Moving Forward aus dem Jahr 2011 untersucht Peter Joseph Fragen der Anthropologie, Neurologie und der Ökonomie und wirbt erneut für Frescos Venus-Projekt. In diesen Filmen wurden Robert Sapolsky, Richard G. Wilkinson, James Gilligan, John McMurty, Michael C. Ruppert, Max Keiser, Jacque Fresco, Adrian Bowyer, Berok Khoshnevis, Roxanne Meadows, Colin Campell, Jeremy Gilbert-Rolfe und Gabor Maté interviewt. Laut dem Süddeutschen Zeitung Magazin soll Gabor Maté nicht gewusst haben, in welchen genauen Zusammenhang seine Äußerungen gestellt werden würden.
Die zwei aktuelleren Zeitgeist-Filme werden über BitTorrent und den offiziellen YouTube-Channel des Projekts „The Zeitgeist Movement“ kostenlos verbreitet. Zusätzlich besteht das Angebot, die Filme kostendeckend auf DVD zu erwerben. Peter Joseph betont den Umstand, damit keinerlei Profitabsicht nachzugehen.
2013 führte er Regie bei dem Black-Sabbath-Video God is Dead?